# Calendari musulmà
El calendari musulmà, calendari islàmic o calendari de l'Hègira (àrab: التقويم الهجري, at-taqwīm al-hijrī; persa: تقویم هجری قمری, taqwīm-e hejri-ye qamari, taqwīm-e hejri-ye qamari; turc: Hicri Takvim) és el calendari utilitzat en el món musulmà (a vegades en paral·lel amb el calendari gregorià) que determina les dates assenyalades de la religió islàmica. Es va iniciar arran de l'esdeveniment anomenat Hègira, la fugida del profeta Muhàmmad cap a Medina on es va crear la primera comunitat de creients (umma) de la nova religió, i que tingué lloc l'any 622 de l'era cristiana.
Es tracta de l'antic calendari emprat pels àrabs, que era estrictament lunar. Es basa en cicles lunars de 30 anys (360 llunacions, de tradició sumèria). Els 30 anys del cicle es divideixen en 19 anys de 354 dies i 11 anys de 355 dies. Els anys de 354 dies s'anomenen anys simples i es divideixen en sis mesos de 30 dies i en uns altres sis mesos de 29 dies. Els anys de 355 dies s'anomenen intercalars i es divideixen en set mesos de 30 dies i en uns altres cinc de 29 dies. Anys i mesos van alternant-se. És a dir, cada 33 anys musulmans equivalen a 32 anys cristians. Les intercalacions es fan afegint un dia al final del mes de dhu-l-hijja en els anys 2n, 5è, 7è, 10è, 13è, 16è, 18è, 21è, 24è, 26è i 29è de cada cicle de 30 anys.

## Història

### Calendari preislàmic
Per a l'Aràbia central, especialment la Meca, tot i haver-hi una manca d'evidència epigràfica, es troben detalls en els escrits d'autors musulmans de l'època abbàssida. Les inscripcions dels antics calendaris de l'Aràbia meridional revelen l'ús d'una sèrie de calendaris locals. Almenys alguns d'aquests calendaris meridionals eren lunisolars. Tant al-Biruni com al-Mas'udi suggereixen que els àrabs preislàmics utilitzaven els mateixos noms pels mesos que musulmans, encara que també registren altres noms.
La tradició islàmica és unànime en afirmar que els àrabs de Tihamah, Hejaz i Najd distingien entre dos tipus de mesos, els permesos (ḥalāl) i els prohibits (ḥarām). Els prohibits eren quatre mesos durant els quals la guerra estava prohibida, catalogats com Rajab i els tres mesos al voltant de la temporada de pelegrinatge, Dhu al-Qa'dah, Dhu al-Hijjah i Muharram. Un concepte similar, si no idèntic, als mesos prohibits també és testimoniat per Procopi, que descriu un armistici que els àrabs orientals del Lakhmid al-Mundhir van respectar durant dos mesos el solstici d'estiu de 541 d.C. Tanmateix, els historiadors musulmans no vinculen aquests mesos a una estació determinada. L'Alcorà enllaça els quatre mesos prohibits amb el Nasī, una paraula que literalment significa "ajornament". Segons la tradició musulmana, l'ajornament era decidit per la tribu de Kinana, per un home conegut com els al-Qalammas de Kinana i els seus descendents (pl. qalāmisa).
S'han proposat diferents interpretacions del concepte de Nasī. Alguns estudiosos, tant musulmans com occidentals, sostenen que el calendari preislàmic utilitzat a l'Aràbia central era un calendari purament lunar similar al calendari islàmic modern. Segons aquesta visió, el Nasī estaria relacionat amb les pràctiques preislàmiques dels àrabs de la Meca, on alterarien la distribució dels mesos prohibits dins d'un any determinat sense implicar una manipulació del calendari. Aquesta interpretació és recolzada per historiadors i lexicògrafs àrabs, com Ibn Hisham, Ibn Manzur i el corpus de l'exegesi alcorànica.
Això està corroborat per una inscripció sabaica primitiva, on un ritual religiós va ser "ajornat" (ns'w) a causa de la guerra. Segons el context d'aquesta inscripció, el verb ns'’ no tindria res a veure amb l'ajornament, sinó només amb el moviment d'esdeveniments religiosos dins del propi calendari. La similitud entre el concepte religiós d'aquesta antiga inscripció i l'Alcorà suggereix que l'ajornament no calendari era també el significat alcorànic de Nasī. L'Enciclopèdia de l'Islam conclou que "El sistema àrab de [Nasī'] només pot haver estat destinat a traslladar el Hajj i les fires associades als voltants de la Meca a una estació adequada de l'any. No es pretenia establir un calendari fix que havia de ser observat en general". El terme "calendari fix" s'entén generalment com a calendari no intercalat.
Altres coincideixen que originalment era un calendari lunar, però suggereixen que uns 200 anys abans de l'Hègira es va transformar en un calendari lunisolar que contenia un mes intercalat afegit de tant en tant per mantenir el pelegrinatge dins de l'estació de l'any en què la mercaderia era més abundant. Aquesta interpretació va ser proposada per primera vegada per l'astròleg i astrònom musulmà medieval Abu Ma'shar al-Balkhi, i més tard per al-Biruni, al-Mas'udi i alguns estudiosos occidentals. Aquesta interpretació considera que Nasī és un sinònim de la paraula àrab per "intercalació" (kabīsa). Els àrabs, segons Abu Ma'shar, haurien adoptat la intercalació dels jueus. El Nasi jueu era el funcionari que decidia quan intercalar el calendari jueu. Algunes fonts diuen que els àrabs van seguir la pràctica jueva i van intercalar set mesos durant dinou anys, o bé que van intercalar nou mesos durant 24 anys; no hi ha, però, consens entre els estudiosos sobre aquesta qüestió.

### Prohibició del Nasī'

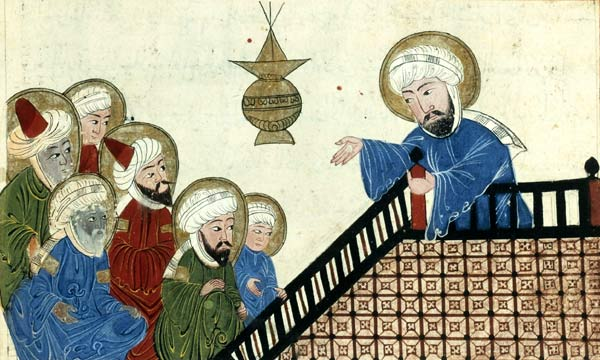
Mahoma prohibint el Nasī'. Il·lustració d'Al-Biruni del.

Nasi' s'interpreta com l'ajornament del mes preislàmic de l'Hègira o la pràctica (també preislàmica) de la intercalació – inserció periòdica d'un mes addicional per reajustar el calendari d'acord amb les estacions.
Al desè any de l'Hègira, tal com es documenta a l'Alcorà (Sura At-Tawbah (9) :36–37), els musulmans creuen que Déu hauria revelat la "prohibició dels Nasī".
Els tres mesos sagrats (prohibits) successius esmentats pel profeta Mahoma (mesos en què les batalles estan prohibides) són Dhu al-Qa'dah, Dhu al-Hijjah i Muharram, els mesos 11, 12 i 1 respectivament. L'únic mes prohibit és Rajab, el setè mes. Aquests mesos es consideraven prohibits tant dins el nou calendari islàmic com dins de l'antic calendari pagan de la Meca.

## Divisions del calendari musulmà

### Mesos
L'any musulmà es compon de 12 mesos de 30 o 29 dies:
1. muhàrram (àrab: محرّم, muḥarram) (30 dies)
2. sàfar (àrab: صفر, ṣafar) (29)
3. rabí al-àwwal (àrab: ربيع الأول, rabīʿ al-awwal), ‘primer rabí’ (30)
4. rabí al-àkhir (àrab: ربيع الآخر, rabīʿ al-āḫir) o rabí ath-thani (àrab: ربيع الثاني, rabīʿ aṯ-ṯānī) ‘últim rabí’ o ‘segon rabí’ (29)
5. jumada al-ula (àrab: جمادى الأولى, jumādà al-ūlà) o jumada al-àwwal (àrab: جمادى الأول, jumādà al-awwal), ‘primer jumada’ (30)
6. jumada al-àkhira (àrab: جمادى الآخرة, jumādà al-āḫira), jumada al-àkhir (àrab: جمادى الآخر, jumādà al-āḫir), jumada ath-thàniya (àrab: جمادى الثانية, jumādà aṯ-ṯāniya) o jumada ath-thani (àrab: جمادى الثاني, jumādà aṯ-ṯānī), ‘últim jumada’ o ‘segon jumada’ (29)
7. ràjab (àrab: رجب, rajab) (30)
8. xaban (àrab: شعبان, xaʿbān) (29)
9. ramadan o ramadà (àrab: رمضان, ramaḍān) (30)
10. xawwal (àrab: شوّال, xawwāl) (29)
11. dhu-l-qada (àrab: ذو القعدة, ḏū l-qaʿda) (30)
12. dhu-l-hijja (àrab: ذو الحجة, ḏū l-ḥijja) (29 o 30)

### Dies
El dia comença amb la posta del sol, i el mes comença uns dos dies després de la lluna nova, quan comença a veure's el creixent.
Els dies de la setmana són set:
1. yawm al-àkhad (àrab: يوم الأحد, yawm al-aḥad, ‘primer dia’, diumenge)
2. yawm al-ithnín (àrab: يوم الإثنين, yawm al-iṯnīn, ‘segon dia’, dilluns)
3. yawm ath-thulathà (àrab: يوم الثـﻻثاء, yawm aṯ-ṯulāṯāʾ, ‘tercer dia’, dimarts)
4. yawm al-arbià (àrab: يوم اﻷربعاء, yawm al-arbiʿāʾ, ‘quart dia’, dimecres)
5. yawm al-khamís (àrab: يوم الخميس, yawm al-ḫamīs, ‘cinquè dia’, dijous)
6. yawm al-juma (àrab: يوم الجمعة, yawm al-jumʿa, ‘dia de la reunió’, divendres)
7. yawm as-sabt (àrab: يوم السبت, yawm as-sabt, ‘dia del sàbat’, dissabte)

## Correspondència amb el calendari gregorià
Si es considera la diferència de dies entre el calendari lunar i el solar, i el fet de començar l'any en dates diferents, és observable la dificultat d'establir una correspondència entre el calendari musulmà i el cristià. Hi ha taules de correspondència d'anys, però per a un càlcul ràpid i aproximat serveixen les fórmules següents:
```
Per a passar de l'any musulmà al cristià G = H + 622 – (H/33) 
Per a passar de l'any cristià al musulmà H = G – 622 + (G - 622)/32
On: 
G = any cristià (
calendari gregorià
) 
H = any musulmà (
hègira
)
```

Estes fórmules serveixen per a establir la correspondència d'anys musulmans i cristians d'una manera aproximada. Per a establir la correspondència d'una data concreta la cosa és quasi impossible, i fins i tot els historiadors admeten un error d'un dia més o menys. La causa d'aquest desfasament és que l'inici i la fi de cada mes es regula segons el cicle lunar observable, la qual cosa porta a introduir un dia de més quan les observacions no coincideixen amb el càlcul teòric.
Microsoft utilitza l'"algorisme kuwaití", una variant del calendari islàmic tabular, per convertir les dates gregorianes a les islàmiques. La companyia estatunidenca va afirmar que la variant es basa en una anàlisi estadística de dades històriques de Kuwait, però a la pràctica coincideix amb el calendari tabular estàndard.